# Boeing 747-400
Boeing 747-400 là thế hệ thứ tư của dòng Series Boeing 747,thân rộng,bốn động cơ,hai lối đi đầu tiên trên thế giới do Boeing phát triển và sản xuất hoàn thiện với nhiều đơn đặt hàng lớn nhất trên thế giới.

## Biến thể

### 747-400
Biến thể ban đầu của 747 được thiết kế lại, 747-400 ra mắt với sải cánh dài hơn, cánh nhỏ, động cơ chỉnh sửa và buồng lái bằng kính giúp loại bỏ sự trợ giúp về thợ máy. Phiên bản này khoang khách tầng trên kéo dài.

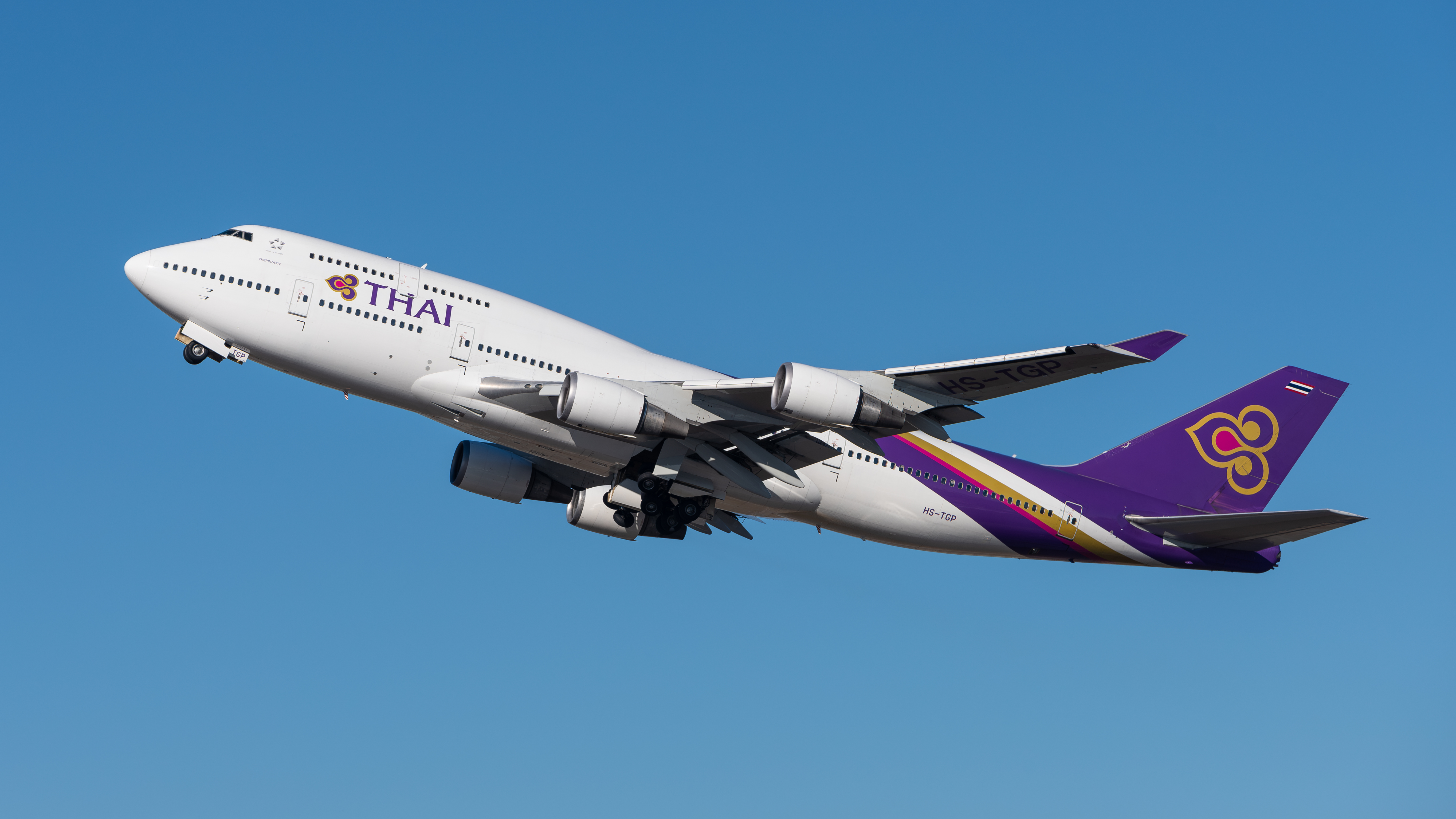
Boeing 747-400 của hãng Thai airways

### 747-400F
747-400F (Freighter) là phiên bản chuyên chở hàng hóa của 747-400. Trong khi sử dụng các hệ thống cập nhật và thiết kế cánh của các phiên bản chở khách, nó có khoang tầng trên ngắn hơn so với những chiếc 747 khác để giảm trọng lượng. 747-400F có trọng lượng cất cánh tối đa là 397.000 kg và trọng tải tối đa là 124.000 kg. 747-400F có thể dễ dàng được phân biệt với 747-400 chở khách bởi tầng trên ngắn hơn và không có cửa sổ dọc các khoang.
747-400F có cửa mũi chính trên khoang và hệ thống xếp dỡ hàng hóa được cơ giới hóa. Cửa mũi xoay lên để các pallet cao đến 12 m có thể được đi thẳng vào trên các con lăn điều khiển bằng động cơ. Cửa hông tầng dưới cho phép chuyển các thiết bị tải đơn vị (ULD) có chiều cao lên đến 163 cm. Boeing đã giao 126 máy bay Boeing 747-400F mà không có đơn đặt hàng nào chưa được thực hiện vào tháng 11/2009.
Cargolux là hãng đầu tiên khai thác vào ngày 17/11/1993.

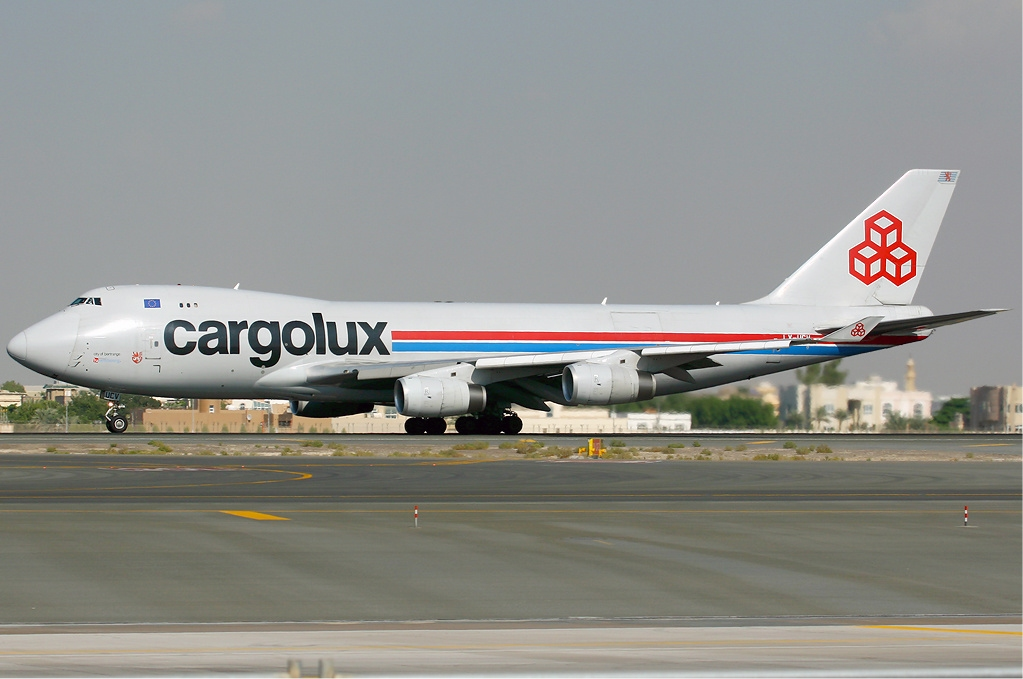
Cargolux 747-400F

### 747-400M
KLM là hãng đầu tiên khai thác vào ngày 12/9/1989.
Ban đầu, Boeing 747-400M được lên kế hoạch nghỉ hưu vào ngày 1/1/2021, tuy nhiên thay vào đó đã ngừng hoạt động vào ngày 27/3/2020, như Air France-KLM đã thông báo vào đầu tháng 3/2020 để nghỉ hưu tất cả các chiếc còn lại Boeing 747-400 ngay lập tức do nhu cầu đi lại bằng đường hàng không giảm do Đại dịch COVID-19. Mặc dù do sự thiếu hụt toàn cầu về năng lực vận chuyển hàng không, 3 chiếc KLM 747-400M đã tạm thời được khai thác trở lại sau đó một tuần để khai thác các chuyến bay chỉ chở hàng đến Châu Á.

### 747-400D
Sức chứa tối đa 568 hành khách trong cấu hình hai hạng ghế hoặc 660 hành khách trong cấu hình một hạng ghế.

747-400D không có đầu cánh và cánh nhỏ có trên các biến thể khác. Cánh nhỏ sẽ mang lại lợi ích tối thiểu trên các tuyến đường ngắn trong khi tăng thêm trọng lượng và chi phí. 747-400D có thể được chuyển đổi sang phiên bản tầm xa nếu cần. Có thể phân biệt 747-400D với 747-300 trông tương tự bằng các cửa sổ phụ ở khoang trên. Những thứ này cho phép có thêm chỗ ngồi ở phía sau của khoang trên, nơi thường có một khoang bếp trên các chuyến bay dài. Tổng cộng 19 chiếc đã được bàn giao, với chiếc cuối cùng được giao cho All Nippon Airways vào ngày 11/2/1996. Biến thể này đã ngừng hoạt động khi All Nippon Airways ngừng hoạt động chiếc 747-400D cuối cùng vào ngày 31/3/2014.

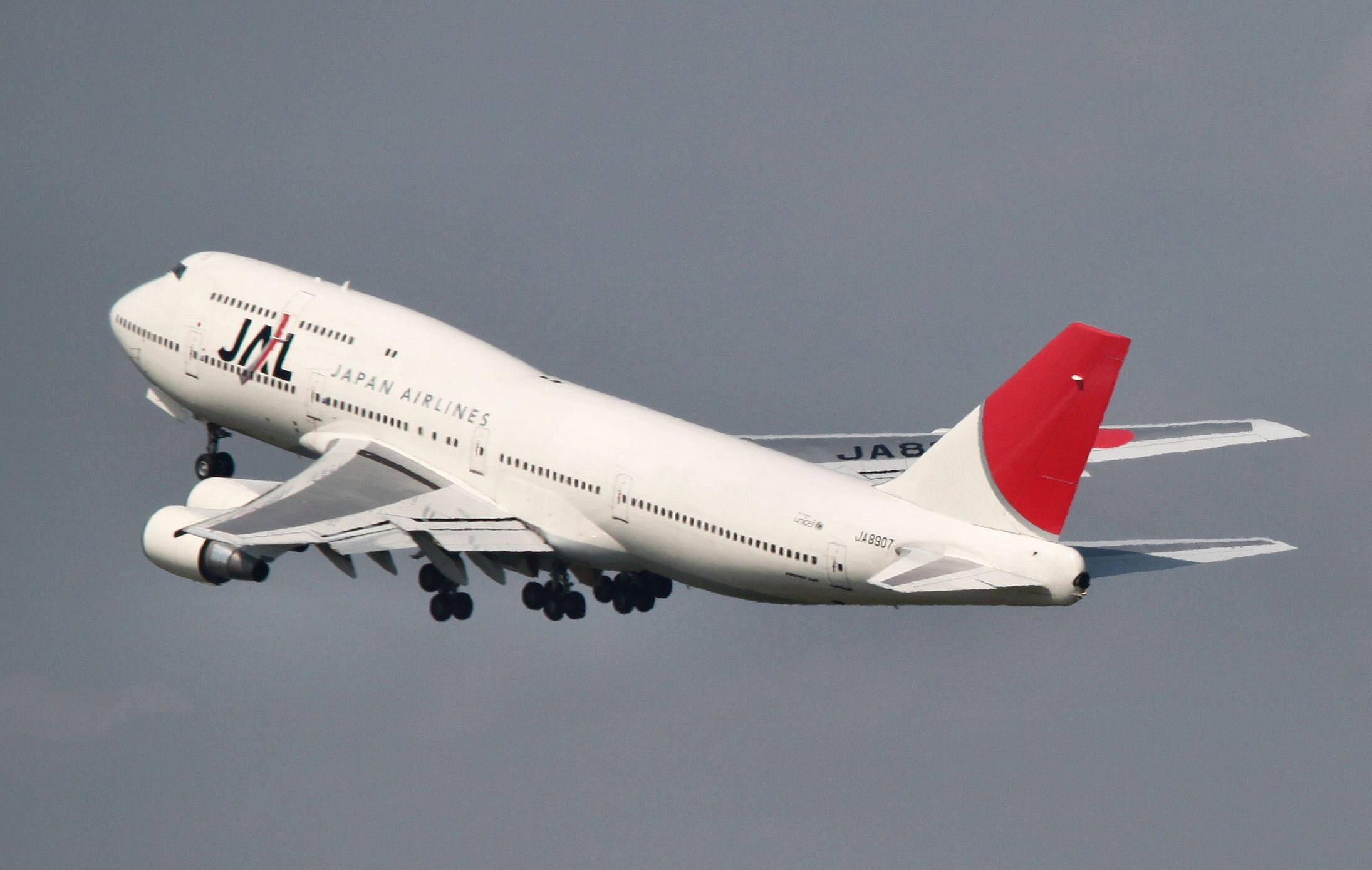
Boeing 747-400D của hãng Japan Airlines tại sân bay quốc tế Tokyo

### 747-400ER
747-400ER (Phạm vi mở rộng) được ra mắt vào ngày 28/11/2000, theo đơn đặt hàng của Qantas cho 6 chiếc. Mô hình thường được gọi là '910k' biểu thị trọng lượng tối đa của nó đạt được thông qua sửa đổi cấu trúc và thiết bị hạ cánh được sửa đổi. 747-400ER bao gồm tùy chọn một hoặc hai thùng nhiên liệu bổ sung 12.300 L trong hầm hàng phía trước.
Các thùng chứa có vách kép, hệ thống thông hơi tích hợp và đạt được khả năng kiểm soát nhiên liệu thông qua Thẻ quản lý hệ thống nhiên liệu (FSMC) đã được sửa đổi, giúp tối ưu hóa việc chuyển nhiên liệu vào Bể chứa cánh trung tâm (CWT) trong chuyến bay cùng với việc chuyển nhiên liệu từ Bể ổn định ngang (HST). Thùng có thể tháo rời bằng cách sử dụng công cụ giao tiếp với hệ thống tải hàng hóa. Công nghệ tương tự đã được Marshall sử dụng trong quá trình phát triển thùng nhiên liệu thân cho Boeing 777-200LR và Boeing P-8A Poseidon. Những thay đổi khác đối với 747-400ER bao gồm việc di dời các bộ phận của hệ thống oxy và các bồn chứa và máy bơm của hệ thống nước sạch, vì các thùng nhiên liệu trong thân ngăn cản việc tiếp cận các vị trí tiêu chuẩn.
Qantas là hãng đầu tiên khai thác vào ngày 31/10/2002. Tuy nhiên hãng đã dừng khai thác dòng 747-400ER từ năm 2020.

### 747-400ERF

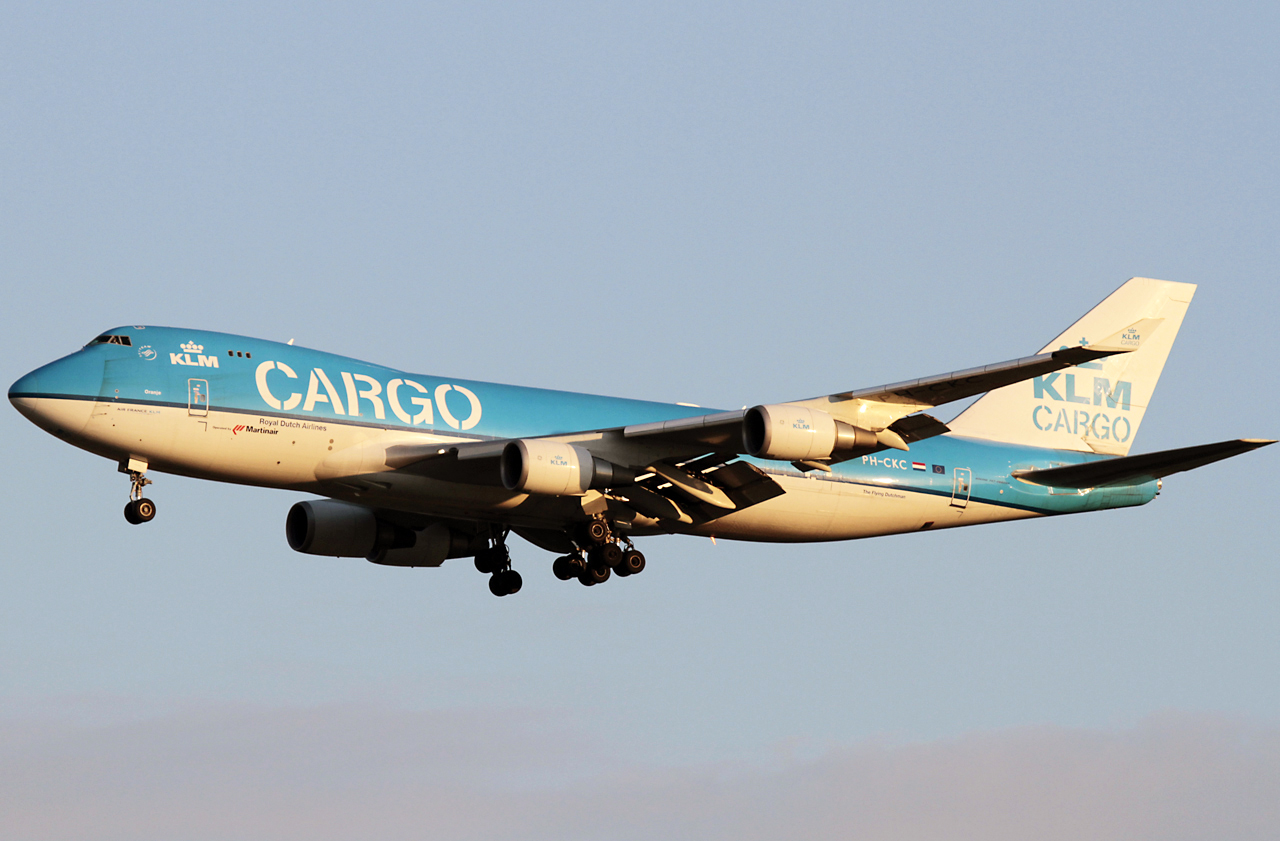
KLM Boeing 747-400ERF tại sân bay quốc tế Schiphol

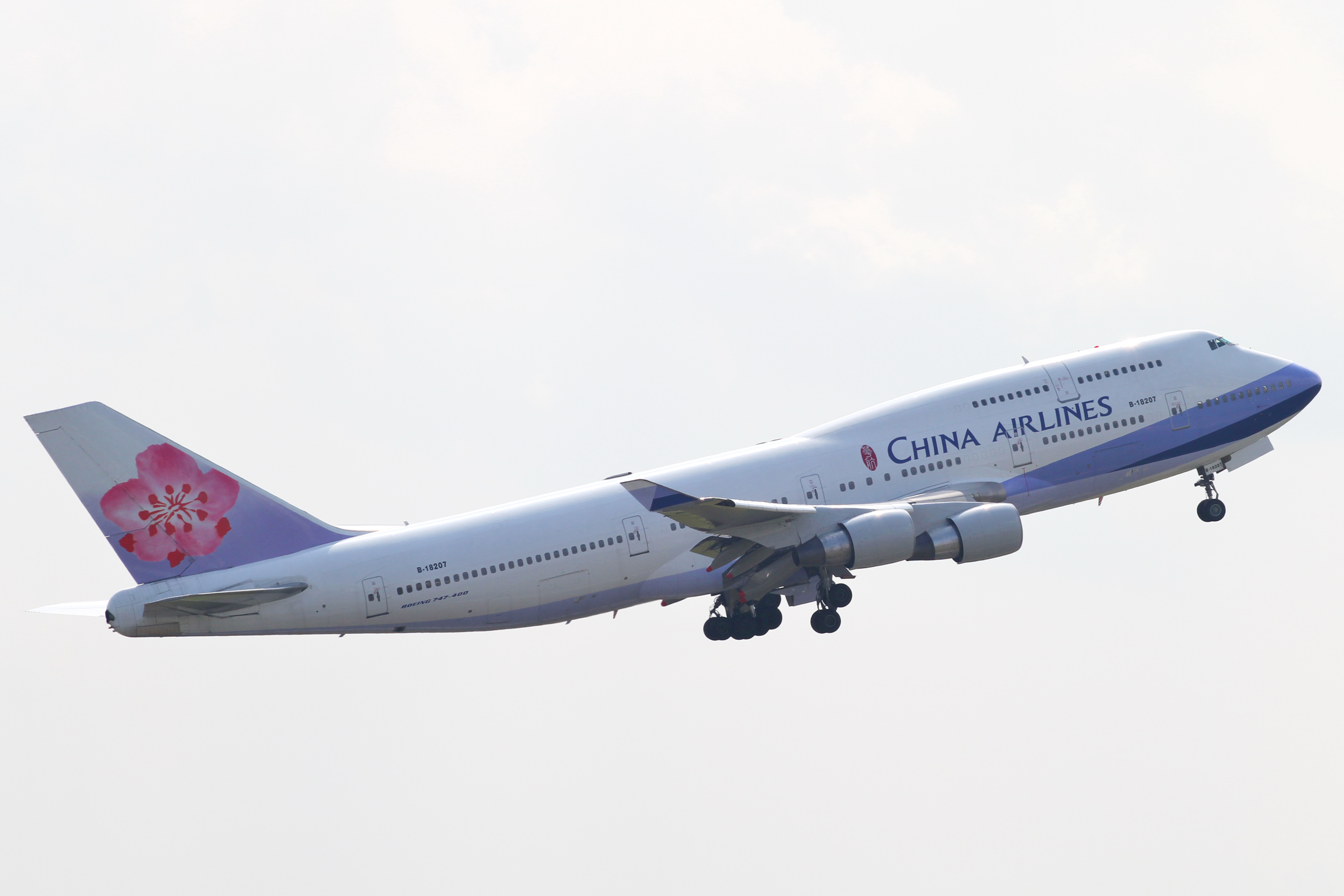
China Airlines B747-400

747-400ERF (Extended Range Freighter) là phiên bản vận chuyển hàng hóa của 747-400ER, ra mắt vào ngày 30/4/2001. 747-400ERF tương tự như 747-400F, ngoại trừ khả năng tổng trọng lượng tăng lên cho phép nó chở nhiều hàng hóa hơn. Không giống như 747-400ER, không có hãng nào đặt hàng thùng nhiên liệu tùy chọn (khoang chở hàng) với mong muốn chở nhiều hàng hơn chứ không phải nhiên liệu. 747-400ERF có trọng lượng cất cánh tối đa 412.769 kg và trọng tải tối đa 112.760 kg. Nó cung cấp cho các hãng hàng không vận chuyển hàng hóa sự lựa chọn tăng thêm 10.000 kg trọng tải so với các biến thể vận tải hàng hóa 747-400 khác, hoặc tăng thêm 972 km vào phạm vi tối đa.
Tầm bay đạt 9200 km khi chở hàng hóa nhiều nhất xa hơn 325 km so với 747-400F và có thân máy bay, càng hạ cánh và các bộ phận của cánh được tăng cường sức mạnh, cùng với lốp mới và lớn hơn.
Air France là hãng đầu tiên khai thác vào ngày 17/10/2002.
Đã có 40 chiếc được bàn giao.

### 747-400 Converted Freighter

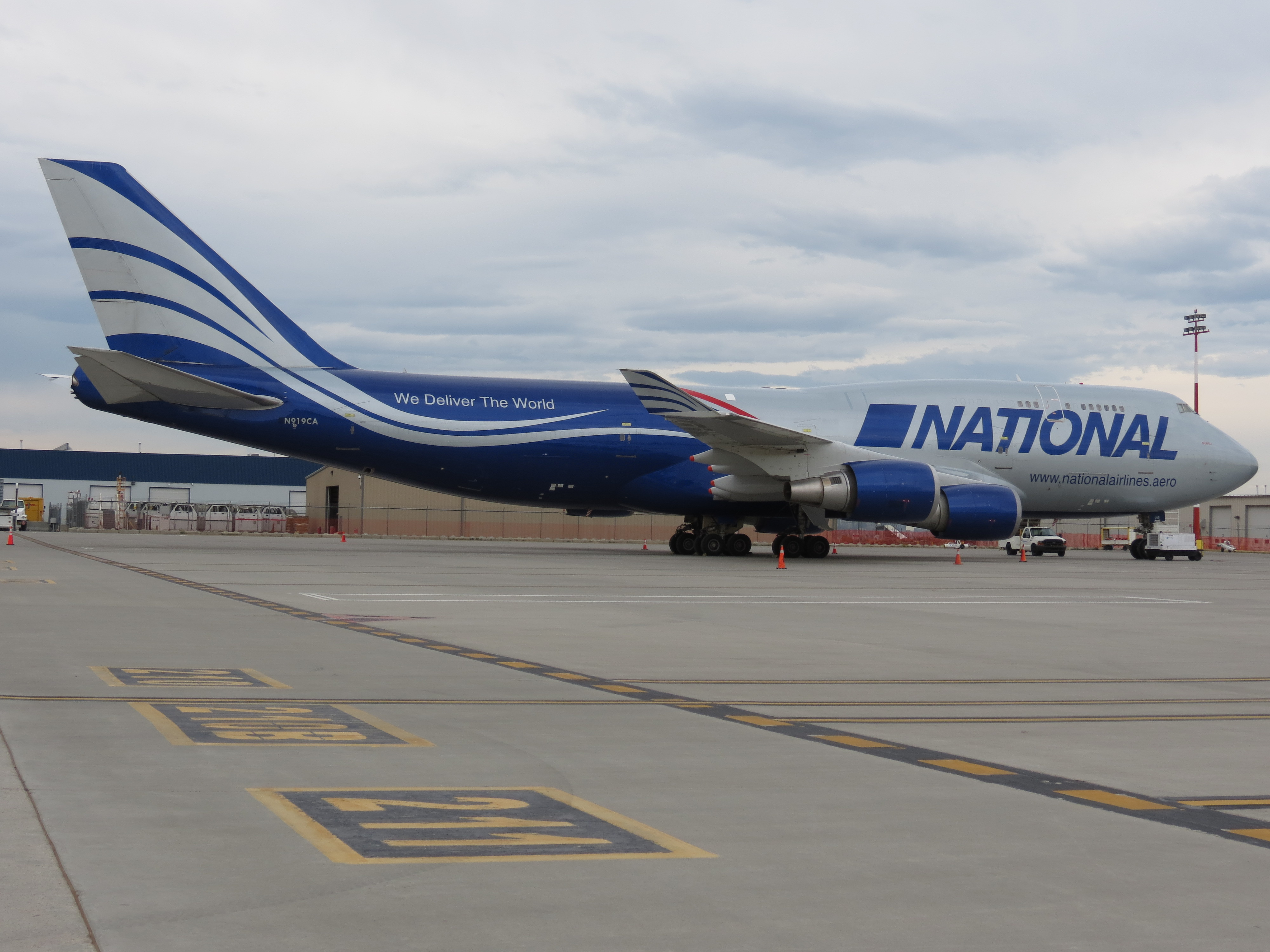
Boeing 747-400BCF của National Airlines

747-400BCF (Boeing Conversion Freighter), trước đây được gọi là 747-400SF (Special Freighter), là một chương trình chuyển đổi dành cho những chiếc 747-400 chở khách tiêu chuẩn. Dự án được khởi động vào năm 2004 với sự chuyển đổi của các nhà thầu đã được phê duyệt như HAECO, KAL Aerospace và SIA Engineering Company.
Cả 747-400BCF và 747-400BDSF đều không có cửa hàng hóa ở mũi; hàng hóa chỉ có thể được tải qua cửa hàng phụ.
Cathay Pacific là hãng đầu tiên khai thác dòng 747-400BCF vào ngày 19/12/2005. Tuy nhiên hãng đã dừng khai thác vào năm 2017.
Air China Cargo là hãng đầu tiên khai thác dòng 747-400BDSF. Một số máy bay 747-400M của EVA Air đã được chuyển đổi thành 747-400BDSF sau dừng phục vụ chở khách.

### 747 Large Cargo Freighter
Vào tháng 10 năm 2003, Boeing đã thông báo rằng, do có nhiều thời gian liên quan đến vận tải biển nên vận tải hàng không sẽ là phương thức vận chuyển chính các bộ phận của Boeing 787 Dreamliner. Máy bay chở khách 747-400 đã qua sử dụng đã được chuyển đổi thành cấu hình ngoại cỡ, "Người vận chuyển hàng hóa lớn" (LCF) để vận chuyển các cụm lắp ráp phụ đến Everett, Washington để lắp ráp lần cuối. 747 LCF có thân máy bay phồng tương tự như của máy bay chở hàng Aero Spacelines Super Guppy hoặc Airbus Beluga.

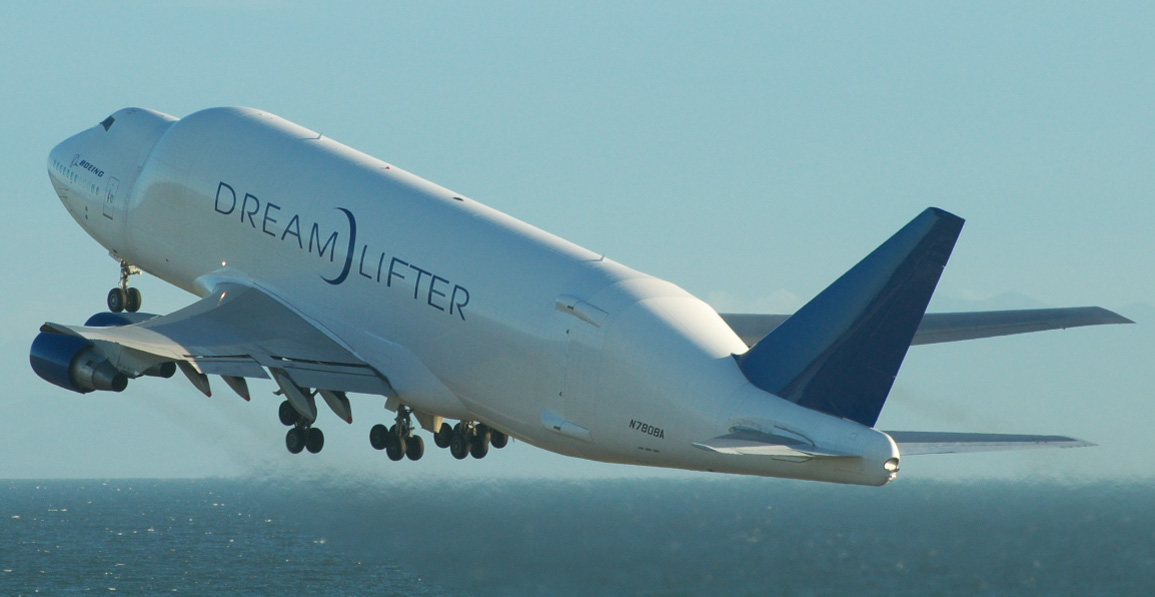
Boeing 747 Large Cargo Freighter tại sân bay quốc tế Chūbu, Nhật Bản

Thời gian giao hàng chỉ bằng một ngày khi sử dụng 747 LCF, so với thời gian giao hàng bằng tàu biển lên đến 30 ngày. 747 LCF có khoang hàng hóa lớn nhất so với bất kỳ máy bay nào cho đến khi bị Airbus Beluga XL vượt mặt và có thể chứa gấp ba lần khối lượng của một chuyên cơ chở hàng 747-400F. 747 LCF không phải là mô hình sản xuất của Boeing và chưa được chào bán cho bất kỳ khách hàng nào. 747 LCF được thiết kế để sử dụng độc quyền của Boeing.

### Biến thể dành cho chính quyền, quân đội
- C-33
- KC-33
- YAL-1
- 747-400 Water Bomber

## Quốc gia sử dụng

### Thương mại
Tính đến tháng 9 năm 2012, Boeing 747-400 đang được các hãng hàng không thương mại sử dụng gồm:
| - Air Atlanta Icelandic - AirBridge Cargo - Air Cargo Germany - Air China - Air France - Air Hong Kong / DHL - Air India - Air New Zealand - Air Pacific - All Nippon Airways - Asiana Airlines - Atlas Air - British Airways (hãng sử dụng lớn nhất) - Cargolux - Cargolux Italia - Cathay Pacific - China Airlines - China Cargo Airlines - China Southern Airlines Cargo - Corsair International - Delta Air Lines | - Eaglexpress - El Al - Emirates SkyCargo - Etihad Cargo - EVA Air - Evergreen International Airlines - Garuda Indonesia - General Electric - Global Supply Systems - Kalitta Air - Kenya Airways Cargo - KLM - Korean Air - Lion Air - Lufthansa - Malaysia Airlines - Martinair - Nas Air - Nippon Cargo Airlines - Orient Thai Airlines | - Philippine Airlines - Polar Air Cargo - Pullmantur Air - Qantas - Royal Air Maroc - Saudia - Singapore Airlines Cargo - Sonair - Southern Air - Thai Airways International - TNT Airways - Transaero - United Airlines - UPS Airlines - Virgin Atlantic Airways - World Airways - Yangtze River Express |

### Các tổ chức sử dụng khác
| - Abu Dhabi Amiri Flight - Bahrain Amiri Flight - Dubai Air Wing - Chính phủ Brunei - Chính phủ Iraq | - Chính phủ Kuwait (Kuwait Airways livery) - Lực lượng phòng vệ trên không Nhật Bản - Kingdom Holding Company - Không quân Hàn Quốc - Royal Flight of Oman |

### Lịch trình giao hàng
| Loại       | Tổng | 2009 | 2008 | 2007 | 2006 | 2005 | 2004 | 2003 | 2002 | 2001 | 2000 | 1999 | 1998 | 1997 | 1996 | 1995 | 1994 | 1993 | 1992 | 1991 | 1990 | 1989 |
| ---------- | ---- | ---- | ---- | ---- | ---- | ---- | ---- | ---- | ---- | ---- | ---- | ---- | ---- | ---- | ---- | ---- | ---- | ---- | ---- | ---- | ---- | ---- |
| 747-400    | 442  |      |      |      |      | 2    | 3    | 6    | 5    | 19   | 9    | 34   | 43   | 30   | 18   | 16   | 32   | 42   | 47   | 48   | 54   | 34   |
| 747-400D   | 19   |      |      |      |      |      |      |      |      |      |      |      |      |      |      | 2    | 1    | 6    | 8    | 2    |      |      |
| 747-400ER  | 6    |      |      |      |      |      |      | 3    | 3    |      |      |      |      |      |      |      |      |      |      |      |      |      |
| 747-400ERF | 40   | 6    | 6    | 8    | 6    | 2    | 5    | 4    | 3    |      |      |      |      |      |      |      |      |      |      |      |      |      |
| 747-400F   | 126  | 2    | 8    | 8    | 8    | 9    | 7    | 6    | 15   | 12   | 15   | 10   | 8    | 4    | 3    | 5    | 4    | 2    |      |      |      |      |
| 747-400M   | 61   |      |      |      |      |      |      |      | 1    |      | 1    | 3    | 2    | 5    | 5    | 2    | 3    | 6    | 6    | 12   | 8    | 7    |
| Tổng       | 694  | 8    | 14   | 16   | 14   | 13   | 15   | 19   | 27   | 31   | 25   | 47   | 53   | 39   | 26   | 25   | 40   | 56   | 61   | 62   | 62   | 41   |

## Tính năng
| Phiên bản                                  | 747-400                                                              | 747-400ER                                         | 747-400F                                                                                         | 747-400ERF                                                                                       |
| ------------------------------------------ | -------------------------------------------------------------------- | ------------------------------------------------- | ------------------------------------------------------------------------------------------------ | ------------------------------------------------------------------------------------------------ |
| Kíp lái                                    | 2                                                                    | 2                                                 | 2                                                                                                | 2                                                                                                |
| Chỗ ngồi hoặc Khoang hàng                  | 416 (3 hạng) hoặc 524 (2 hạng) 660 (400D, 1 hạng)                    | 416 (3 hạng) hoặc 524 (2 hạng) 660 (400D, 1 hạng) | Khoang chính: 30 pallet Khoang dưới: 32 container LD-1 Tải trọng tối đa: 248.300 lb (112.630 kg) | Khoang chính: 30 pallet Khoang dưới: 32 container LD-1 Tải trọng tối đa: 248.600 lb (112.760 kg) |
| Chiều dài                                  | 231 ft 10 in (70,6 m)                                                | 231 ft 10 in (70,6 m)                             | 231 ft 10 in (70,6 m)                                                                            | 231 ft 10 in (70,6 m)                                                                            |
| Sải cánh                                   | 211 ft 5 in (64,4 m)                                                 | 211 ft 5 in (64,4 m)                              | 211 ft 5 in (64,4 m)                                                                             | 211 ft 5 in (64,4 m)                                                                             |
| Diện tích cánh                             | 6027,78 ft² (560 m²)                                                 | 6027,78 ft² (560 m²)                              | 6027,78 ft² (560 m²)                                                                             | 6027,78 ft² (560 m²)                                                                             |
| Aspect ratio                               | 7,4                                                                  | 7,4                                               | 7,4                                                                                              | 7,4                                                                                              |
| Chiều cao                                  | 63 ft 8 in (19,4 m)                                                  | 63 ft 8 in (19,4 m)                               | 63 ft 8 in (19,4 m)                                                                              | 63 ft 8 in (19,4 m)                                                                              |
| Trọng lượng rỗng (thông thường)            | 394.100 lb (178.800 kg)                                              | 406.900 lb (184.570 kg)                           | 364.000 lb (165.107 kg)                                                                          | 362.400 lb (164.382 kg)                                                                          |
| Trọng lượng cất cánh tối đa                | 875.000 lb (396.890 kg)                                              | 910.000 lb (412.775 kg)                           | 875.000 lb (396.890 kg)                                                                          | 910.000 lb (412.775 kg)                                                                          |
| Vận tốc hành trình trên độ cao 35.000 feet | Mach 0.85 (567 mph, 493 knot, 912 km/h)                              | Mach 0.855 (570 mph, 495 kn, 917 km/h)            | Mach 0.845 (564 mph, 490 kn, 908 km/h)                                                           | Mach 0.845 (564 mph, 490 kn, 908 km/h)                                                           |
| Vận tốc lớn nhất trên độ cao 35.000 ft     | Mach 0.92 (614 mph, 533 kn, 988 km/h)                                | Mach 0.92 (614 mph, 533 kn, 988 km/h)             | Mach 0.92 (614 mph, 533 kn, 988 km/h)                                                            | Mach 0.92 (614 mph, 533 kn, 988 km/h)                                                            |
| Đường băng cất cánh (MTOW, SL, ISA)        | 3.200 m (10.500 ft)                                                  | 3.100 m (10.200 ft)                               | 3.250 m (10.660 ft)                                                                              | 3.100 m (10.200 ft)                                                                              |
| Tầm bay tối đa với tải trọng lớn nhất      | 7.260 nmi (13.450 km)                                                | 7.670 nmi (14.205 km)                             | 4.445 nmi (8.230 km)                                                                             | 4.970 nmi (9.200 km)                                                                             |
| Sức chứa nhiên liệu tối đa                 | 57.285 US gal (216.840 L)                                            | 63.705 US gal (241.140 L)                         | 57.285 US gal (216.840 L)                                                                        | 57.285 US gal (216.840 L)                                                                        |
| Kiểu động cơ (x 4)                         | PW 4062 GE CF6-80C2B5F RR RB211-524H                                 | PW 4062 GE CF6-80C2B5F                            | PW 4062 GE CF6-80C2B5F RR RB211-524H                                                             | PW 4062 GE CF6-80C2B5F                                                                           |
| Lực đẩy (x 4)                              | 63.300 lbf (282 kN) PW 62.100 lbf (276 kN) GE 59.500 lbf (265 kN) RR | 63.300 lbf (282 kN) PW 62.100 lbf (276 kN) GE     | 63.300 lbf (282 kN) PW 62.100 lbf (276 kN) GE 59.500 lbf (265 kN) RR                             | 63.300 lbf (282 kN) PW 62.100 lbf (276 kN) GE                                                    |

Nguồn: tính năng kỹ thuật 747-400, 747-400/-400ER airport report, Gilchrist